# Teucrium dunense
Teucrium dunense es una especie de planta herbácea de la familia Lamiaceae, originaria de la región del Mediterráneo donde se encuentra en los arenales litorales.

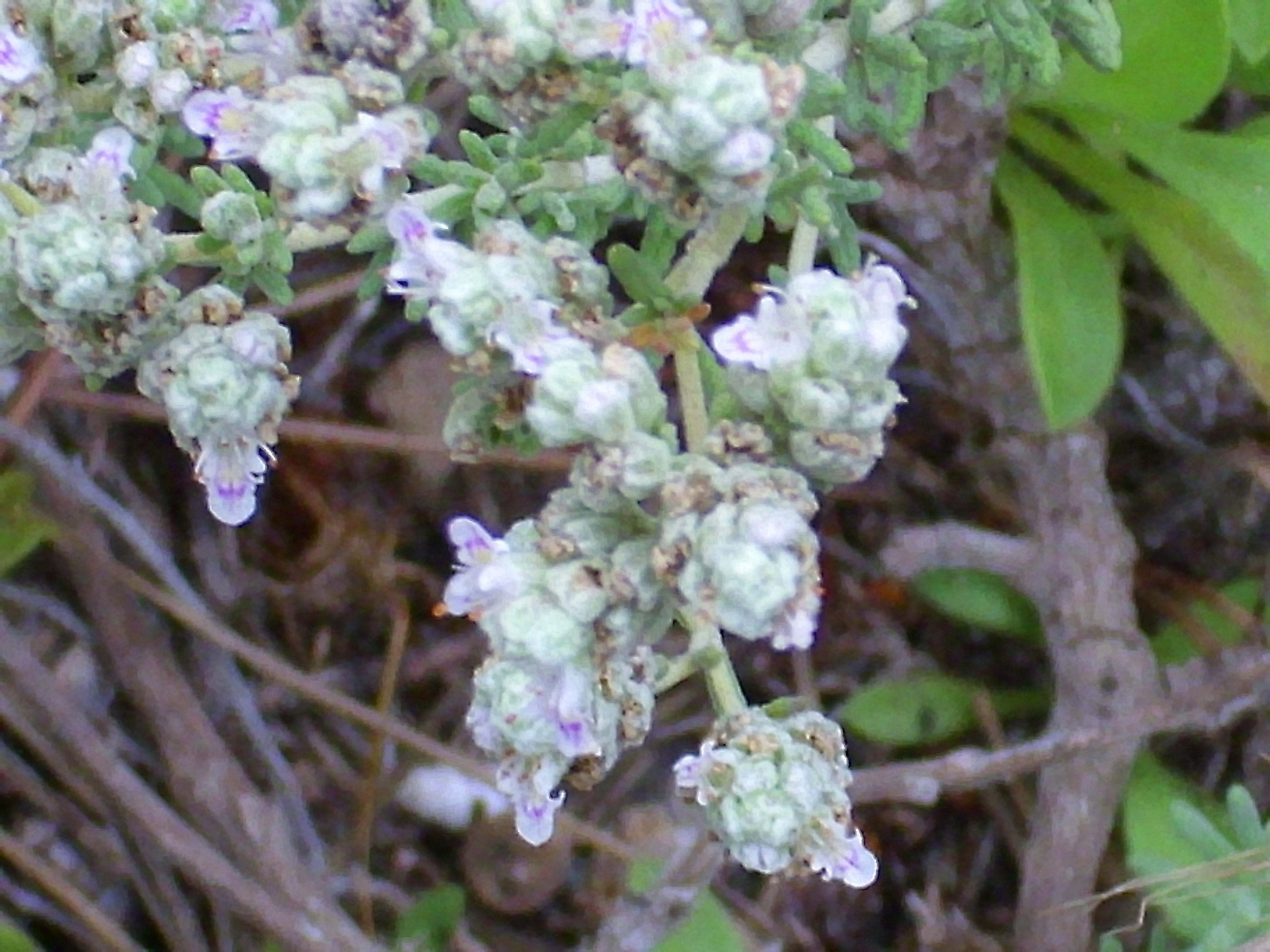
Vista de la planta.

## Descripción
Sufrútice de 20-50 cm de alto, en forma de cojinete, voluminoso, vigoroso, con flores hermafroditas y flores unisexuales femeninas. Los tallos son gruesos, ascendentes, rectos, muy ramificados, los exteriores a veces decumbentes, blanquecino-grisáceos, con pelos ramificados largos; las ramas son rectas.
Las hojas, de 10-35 por 2,5-6 mm, son variables en forma, tamaño y disposición a lo largo del tallo, opuestas, excepcionalmente en verticilos de 3, lanceolado-lineares, lineares, estrechas, revolutas, crenadas al menos desde el tercio basal, aplicadas, horizontales o deflexas en la madurez, las invernales planas, oblongolanceoladas, más largas que las de los tallos floríferos, en fascículos de más o menos 10-12 mm, lanceoladas, revolutas, de envés blanquecino con nervio medio marcado.
La inflorescencia mide unos 20 cm, bien diferenciada, en pseudo-panícula abierta, situada en el tercio superior del tallo, formada por 3-10 verticilastros de cabezuelas con pedúnculos de 1-3 cm, los 3-4 verticilastros superiores contraídos en pseudocorimbo voluminoso, rara vez en racimo de 3 cabezuelas de más de 1 cm, esféricas u ovoides. Las brácteas son oblongo-lineares o lanceolado-lineares, crenadas en el tercio superior; las bractéolas inferiores, lanceolado-lineares u ovado-lanceoladas, largamente pecioladas, con una relación pecíolo/lámina = 2, enteras. El cáliz mide 4-6 m y es tubular-campanulado, estrecho, irregular, con tubo con pelos simples por dentro, en la fructificación cerrado por la convergencia de las capuchas; los dientes tienen 1 mm y son triangular-obtusos, el central superior ovado, cuspidado o con mucrón terminal largo, erecto, rara vez en forma de capucha, el resto sí, con la terminal o dorsal oculta por el indumento, a veces los inferiores solo con mucrón dorsal, denticulados. La corola, de 8-9 mm, es unilabiada, de color blanco, crema, rosado, rara vez púrpura, con tubo de 3-4 mm; lóbulos latero-posteriores 1-1,3 por 1,2 mm, triangulares, oblongos, bien diferenciados del posterior revoluto, glabros, divergentes; lóbulos laterales, oblongos, glabros, tan largos o más cortos que los posteriores; lóbulo central 2 por 1 mm, oblongo, estrecho, cóncavo. Los frutos son núculas de 1-1,5 por 2-2,4 mm, ovoides, de color castaño. El número de cromosomas es: 2n = 90.

## Hábitat y distribución
Matorrales abiertos y pinares costeros en dunas litorales, fijas o móviles, en cantos rodados, arenas o margas salinas; prospera desde el nivel del mar hasta 80 m de altitud. Florece desde febrero a julio.
Se distribuye por el sur de Francia (Languedoc) y la península ibérica. En esta última, en el litoral del este y sur y las Islas Baleares: se encuentra siempre en la franja litoral; en raras ocasiones penetra hacia el interior a través de antiguos cordones de dunas, en La Albufera o en barrancos como el de Carraixet (Valencia), y en fondos de ramblas cercanos a las playas (Almería). También en Portugal y Córcega.

## Taxonomía
Teucrium dunense fue descrita por Étienne Marcellin Granier-Blanc y publicado en Mem. Acad. Cienc. Barcelona Ser. III, xx. n.º 14, 8 (1928), in obs.
Etimología
Teucrium: nombre genérico que deriva del Griego τεύχριον, y luego el Latín teucri, -ae y teucrion, -ii, usado por Plinio el Viejo en Historia naturalis, 26, 35 y 24, 130, para designar el género Teucrium, pero también el Asplenium ceterach, que es un helecho (25, 45). Hay otras interpretaciones que derivan el nombre de Teucri, -ia, -ium, de los troyanos, pues Teucro era hijo del río Escamandro y la ninfa Idaia, y fue el antepasado legendario de los troyanos, por lo que estos últimos a menudo son llamados teucrios. Pero también Teucrium podría referirse a Teûkros, en latín Teucri, o sea Teucro, hijo de Telamón y Hesione y medio-hermano de Ajax, y que lucharon contra Troya durante la guerra del mismo nombre, durante la cual descubrió la planta en el mismo período en que Aquiles, según la leyenda, descubrió la Achillea.
dunense: epíteto del Latín moderno, aludiendo a su hábitat que son las "dunas".
Sinonimia
- Teucrium alphonsii Sennen
- Teucrium belion S.Puech nom. illeg.
- Teucrium maritimum (Albert) Sennen nom. illeg.
- Teucrium polium subsp. dunense (Sennen) Sennen
- Teucrium polium var. maritimum Albert
- Teucrium puechiae Greuter & Burdet[8]